# Ozma (gruppo musicale)
Gli Ozma sono un gruppo musicale statunitense formatosi nel 1995 a Pasadena, in California.

## Storia del gruppo
Il gruppo si è costituito nel settembre del 1995 in California per iniziativa di Ryen Slegr, Jose Galvez, Patrick Edwards e Daniel Brummel. Il nome del gruppo è tratto dai libri di Lyman Frank Baum. Nel periodo 1998-1999 vengono realizzate diverse demo.
Nel 2001 la band viene scelta per accompagnare il tour dei Weezer. Nello stesso periodo escono i primi lavori discografici della band, che firma un contratto con la Kung Fu Records. Nel luglio 2004 il gruppo si scioglie improvvisamente per problemi personali di alcuni membri, con Brummel che si trasferisce a New York e con Slegr e Galvez che formano un progetto parallelo chiamato Yes Dear. La band si ricostituisce nel gennaio 2006 e tiene diversi concerti nei mesi seguenti. Nel maggio 2007 viene pubblicato il quarto album, intitolato Pasadena come la città d'origine. 
La band si prende un nuovo periodo di pausa tra il 2009 e il 2011. Nel febbraio 2014 esce il disco successivo.

## Formazione

### Formazione attuale
- Ryen Slegr – voce, chitarra (1995-2004, 2006-2009, 2011-presente)
- Jose Galvez – voce, chitarra (1995-2004, 2006-2009, 2011-presente)
- Daniel Brummel – voce, basso (1995-2004, 2006-2009, 2011-presente)
- Star Wick – tastiera (1998-2004, 2006-2009, 2011-presente)
- Kenn Shane – batteria, percussioni (2006-2009, 2011-presente)

### Ex componenti
- Katherine Kieckhefer – tastiera (1996–1998)
- Patrick Edwards – batteria, percussioni (1995–2004)

## Discografia

### Album in studio
- 2000 – Rock and Roll Part Three
- 2001 – The Doubble Donkey Disc
- 2003 – Spending Time on the Borderline
- 2007 – Pasadena
- 2014 – Boomtown